# Straums-ey
Straums-ey ist eine Insel an der Nordostküste Nordamerikas, welche der Erikssaga zufolge um das Jahr 1000 von einer grönländisch-isländischen Expedition auf der Suche nach Vinland betreten worden sein soll. Ihre genaue Position ist unbekannt. Die Insel soll der Saga nach gegenüber einer Meeresbucht beziehungsweise Förde liegen, die die Nordmannen Straumsfjordr nannten.

## Beschreibung der Insel
Die Insel wird in der Erikssaga erwähnt. Die Nordmannen gaben ihr den Namen Straums-ey (Strom- oder Strömungsinsel), weil um sie herum starke Strömungen existierten. Aufgrund der Beschreibung in Kapitel 8, Absätze 6 bis 9 der Eiríks saga rauða (zitiert nach der englischen Übersetzung nach J. Sephton, 1880) ist anzunehmen, dass sich auf ihr eine größere Brutkolonie von Vögeln befand. Ferner muss sie, von innerhalb der Förde mit geruderten Booten, zeitnah zu erreichen gewesen sein. Sie muss von einer gewissen Größe gewesen sein, da es einer Suche mit einer Dauer von vier „Halbtagen“ bedurfte, um einen Expeditionsteilnehmer zu finden, der sich von der Gruppe entfernt hatte; überdies verfügte sie über Felsen und Klippen.

## Vermutete Position der Insel
Es ist nicht sicher bekannt, wo die Insel Straums-ey oder die Förde Straumsfjordr liegen. Bei L’Anse aux Meadows auf Neufundland wurde eine Ansiedlung ausgegraben, die dem Ort Straumsfjordr entsprechen könnte. Womöglich sind diese Orte aber auch an der Küste des amerikanischen Festlandes der kanadischen Provinzen Labrador oder Québec zu lokalisieren. Mangels aufschlussreicherer archäologischer Befunde reichen die Vermutungen sehr weit auseinander. Es wurde sogar vertreten, dass es sich um die Insel Grand Manan in New Brunswick handele.

## Bedeutung in der Erikssaga
In der Erikssaga wird die Insel Schauplatz eines Konfliktes zwischen Christen und Anhängern der alten Götter. Nach Darstellung des Verfassers waren die Mitglieder der Expedition in der Mehrzahl bereits Christen, deren Glaubensfestigkeit in Straumsfjordr geprüft wird. Obwohl ihr Vieh genügend Nahrung findet, wird die Nahrung der Nordmannen während der Überwinterung in Straumsfjordr knapp. Sie beschließen zur Insel Straums-ey zu fahren, um dort nach Nahrung zu suchen. Der Erfolg bleibt aber gering.

„Danach riefen sie Gott an, beteten, dass er ihnen einen kleinen Vorrat an Fleisch senden möge, aber ihr Gebet wurde nicht sobald bewilligt, wie sie sich das erhofften.Thorhall verschwand außer Sichtweite, und sie begannen ihn zu suchen; sie suchten ihn drei Halbtage ununterbrochen.“

„Am vierten Halbtag fanden ihn Karlsefni und Bjarni auf der Spitze eines Felsens. Er lag, das Gesicht in den Himmel gerichtet, mit offenen Augen, Mund und geweiteten Nasenflügeln, sich selbst kratzend und kneifend, und rezitierte etwas.“

Ein wenig später wird ein Wal – von einer Art, die den Nordmannen unbekannt ist – angetrieben. Dennoch wird sein Fleisch zubereitet und gegessen. Der Verzehr bekommt ihnen jedoch nicht. Im Folgenden stellt sich heraus, dass der Wal als eine Gabe des Gottes Thor anzusehen sei, um die ihn sein Anhänger Thorhall gebeten hatte:

„[Thorhall] sagte: Ist es nicht so, dass der Rotbart [Thor] sich als besserer Freund erwiesen hat als euer Christus? Dies war das Geschenk für die Verse die ich über Thor, meinen Gönner, dichtete; selten hat er mich enttäuscht.“

Nun, nachdem die Männer dies wussten, wollte niemand von ihnen davon essen, und sie warfen es von den Klippen hinunter, und wandten sich mit ihren Gebeten der Gnade Gottes (Christus) zu. In der Folge herrschte kein Mangel mehr, da das Fischen, Jagen, auf dem Hauptland, und Sammeln von Vogeleiern nun erfolgreich war.
Im darauffolgenden Sommer gehen die Meinungen darüber auseinander, wie die Reise fortzusetzen sei. Thorhall fährt entlang der Furdustrände zurück nach Kjalar-nes, um von dort aus nach Vinland zu suchen. Wie im 9. Kapitel geschildert wird, folgten dem Heiden Thorhall „nicht mehr als neun Mann“; wohingegen dem christlichen Kaufmann Thorsefni die Mehrheit folgt. In der Folge gerät Thorhall vom Kurs ab und gerät nach Irland, wo er erschlagen wird. Die Anhänger Karlsefnis, also die Christen, gelangen – nachdem sie Vinland beziehungsweise einen Ort, den sie „Hóp“ nennen, gefunden haben –  überwiegend nach Grönland und Island zurück.
Interpretation
Dem Verfasser geht es offenbar darum, aufzuzeigen, dass die Anhänger „wahren“ Glaubens für ihr Gottvertrauen belohnt wurden. Die ihnen unverschuldet, infolge einer heidnischen Anrufung, zugefallene Nahrung bekommt ihnen nicht. Nachdem sie sich ausdrücklich von den heidnischen Göttern abgewandt haben, ergeht es ihnen besser. Hingegen erleiden die Heiden ein schlimmes Schicksal.